# Žan Karničnik
Žan Karničnik (Slovenj Gradec, 1994. szeptember 18. –) szlovén válogatott labdarúgó, a Celje hátvéde.

## Pályafutása

### Klubcsapatokban
Karničnik a szlovéniai Slovenj Gradec városában született. Az ifjúsági pályafutását a Dravogradnál kezdte.
2013-ban mutatkozott be a Radlje felnőtt keretében. 2015-ben a Maribor szerződtette. 2017-ben a másodosztályú Murához igazolt. A 2017–18-as szezonban sikerült az első osztályba feljutniuk. 2021-ben sikerült megnyerniük a bajnokságot. 2022 januárjában a bolgár Ludogorec Razgraddal kötött szerződést. 2023-ban a szlovén Celjénél szerepelt kölcsönben, majd 2024. június 1-jén két és félévre a klubhoz szerződött. 2024-ben a Celjével is megszerezte a bajnoki győzelmet.

### A válogatottban
Karničnik 2021-ben debütált a szlovén válogatottban. Először a 2021. október 8-ai, Málta ellen 4–0-ra megnyert VB-selejtezőn lépett pályára. Első gólját 2023. szeptember 10-én, San Marino ellen szerezte meg. Második találatát a 2024-es EB-n, Szerbia ellen jegyezhette.

## Statisztika

### A válogatottban
| Válogatott | Év       | Pályára lépés | Gól |
| ---------- | -------- | ------------- | --- |
| Szlovénia  | 2021     | 4             | 0   |
| Szlovénia  | 2022     | 10            | 0   |
| Szlovénia  | 2023     | 10            | 1   |
| Szlovénia  | 2024     | 10            | 1   |
| Szlovénia  | 2025     | 2             | 0   |
| Összesen   | Összesen | 36            | 2   |

#### Góljai a válogatottban
| # | Időpont              | Helyszín                                 | Ellenfél   | Gólok | Eredmény | Kiírás               |
| - | -------------------- | ---------------------------------------- | ---------- | ----- | -------- | -------------------- |
| 1 | 2023. szeptember 10. | Olimpiai Stadion, Serravalle, San Marino | San Marino | 4–0   | 4–0      | 2024-es EB-selejtező |
| 2 | 2024. június 20.     | Allianz Arena, München, Németország      | Szerbia    | 1–0   | 1–1      | 2024-es EB           |

## Sikerei, díjai
Maribor
- 1. SNL
  - Bajnok (1): 2016–17

 Mura
- 2. SNL
  - Győztes, feljutó (1): 2017–18

- 1. SNL
  - Bajnok (1): 2020–21

- Szlovén Kupa
  - Győztes (1): 2019–20

 Ludogorec Razgrad
- First League
  - Bajnok (1): 2021–22

- Bolgár Szuperkupa
  - Győztes (1): 2022

 Celje
- 1. SNL
  - Bajnok (1): 2023–24
  - Ezüstérmes (1): 2022–23

Egyéni
- Szlovén első osztály – Az Év Játékosa: 2023–24
- Szlovén első osztály – Best XI: 2023–24
- Szlovén első osztály – A Hónap Játékosa: 2023 október